# Stadio municipale Castalia
Lo stadio municipale Castalia (in catalano Nou Estadi Castalia) è uno stadio di calcio situato a Castellón de la Plana, in Spagna. Fu inaugurato il 17 giugno 1987 con la partita tra Castellón e Atlético Madrid.